# Podomyrma ferruginea
Podomyrma ferruginea é uma espécie de formiga do gênero Podomyrma, pertencente à subfamília Myrmicinae.